# 90328 Haryou
90328 Haryou este un asteroid din centura principală de asteroizi.

## Descriere
90328 Haryou este un asteroid din centura principală de asteroizi. A fost descoperit pe 28 martie 2003 în cadrul proiectului CSS. Asteroidul prezintă o orbită caracterizată de o semiaxă mare de 2,33 ua, o excentricitate de 0,12 și o înclinație de 6,4° în raport cu ecliptica.